# Christopher Boykin
Christopher "Big Black" Boykin, född 13 januari 1972 i Raleigh, Mississippi, död 9 maj 2017 i Plano, Texas, var en amerikansk underhållare och musiker, mest känd i rollen som livvakt från MTV-serien Rob & Big, under sitt smeknamn Big Black.